# أرخانجلوس (رودوس)
أركانجلوس (Αρχάγγελος) هي مدينة في دوديكانيسيا في مقاطعة جنوب إيجة في اليونان.
يبلغ عدد سكانها حوالي 4966 نسمة.